# Lily Kwan
Pour les articles homonymes, voir Kwan.
Lily Kwan est mannequin et également présentatrice sur Naked News. Canadienne d’origine chinoise, elle appartient à la première génération à être née à Toronto et à y avoir grandi.

## Biographie
Elle était étudiante pour devenir hygiéniste dentaire quand elle a rejoint l’équipe de Naked News en juin 2001. Elle participe fréquemment à une partie du programme appelée Naked in the Streets, dans laquelle elle interviewe des gens dans la rue sur différents sujets. Elle réalise ces interviews torse nu, en profitant de la jurisprudence ontarienne qui prévoit l’égalité des sexes en ce domaine, mais à certaines occasions, elle apparait complètement nue.
Elle réside maintenant au Royaume-Uni où elle produit la séquence Lily in the UK, diverses autres émissions de nouvelles et ses reportages Arts & Entertainment qui comprennent des interviews de nombreux artistes. Elle effectue souvent des voyages pour filmer des reportages sur un certain nombre de sites ou d'évènements internationalement connus
Elle a senti que certains téléspectateurs pourraient trouver son travail dégradant, mais elle estime au contraire que c'est une position qui lui donne de l’autorité. Elle a reçu des réactions positives de téléspectatrices mais n’en a pas moins convenu qu’au début devoir se déshabiller pendant qu’elle lisait les nouvelles s'était avéré difficile.